# Johann Koblitz von Willmburg
Johann svobodný pán Koblitz von Willmburg (německy Johann Baptist Alois Christoph Freiherr Koblitz von Willmburg) (15. dubna 1818 Verona – 26. dubna 1908 Baden) byl rakousko-uherský generál. V c. k. vojsku sloužil od patnácti let a byl účastníkem několika válečných tažení. Dlouhodobě působil jako pobočník a později nejvyšší hofmistr vrchního velitele armády a velmistra Řádu německých rytířů arcivévody Viléma. Mimo aktivní službu v armádě dosáhl hodnosti polního zbrojmistra (1889) a byl povýšen do stavu svobodných pánů (1893).

## Životopis
Do rakouské armády vstoupil jako kadet v roce 1833 k 2. dělostřeleckému. U této jednotky strávil téměř dvacet let, v roce 1842 byl povýšen na poručíka a v roce 1848 byl nadporučíkem. V revolučních letech 1848–1849 se zúčastnil bojů v Itálii, v roce 1849 byl v Uhrách pobočníkem generála Haynaua, podílel se na obléhání Komárna a Győru. V roce 1850 byl povýšen na kapitána a stal se pobočníkem arcivévody Viléma, v jehož službách pak strávil několik desetiletí. Od roku 1857 byl Vilémovým křídelním pobočníkem (Flügel-Adjutant), spolu s ním se v roce 1859 zúčastnil války se Sardinií a téhož roku dosáhl hodnosti majora. Od roku 1860 byl členem štábu dělostřelectva a v roce 1863 byl povýšen na podplukovníka.
V roce 1866 bojoval v prusko-rakouské válce a byl povýšen na plukovníka. U dvora arcivévody Viléma zastával od roku 1872 funkci prvního komorníka a téhož roku byl zároveň povýšen do hodnosti generálmajora. V roce 1879 byl povýšen do hodnosti polního podmaršála a nakonec v roce 1889 dosáhl hodnosti titulárního polního zbrojmistra. Po úmrtí arcivévody Viléma se stal nejvyšším hofmistrem arcivévody Evžena, který se po Vilémovi stal velmistrem Řádu německých rytířů. K datu 1. prosince 1895 byl Koblitz penzionován.
Jeho manželkou byla Barbara Ludmilla Littmannová (1845–1919), vzali se v neznámém roce až po narození dvou synů, kteří byli později legitimováni. Starší syn Johann Ludwig (1868–1931) proslul jako numismatik a autor odborných publikací, mladší syn Anton Otto (1870–1916) vystudoval práva a byl ministerským radou na ministerstvu železnic.

## Tituly a ocenění
V roce 1874 byl povýšen šlechtického stavu s titulem rytíř a predikátem von Willmburg. V roce 1884 obdržel titul c. k. tajného rady s nárokem na oslovení Excelence. V roce 1893 byl povýšen do stavu svobodných pánů. Během své vojenské kariéry byl několikrát vyznamenán, vzhledem k dlouholeté služby u arcivévody Viléma jako vrchního velitele armády získal několik ocenění i v zahraničí.

### Rakousko-Uhersko
- Vojenský záslužný kříž (1850)
- rytířský kříž Leopoldova řádu (1874)
- Řád železné koruny I. třídy (1894)

### Zahraničí
- Řád sv. Stanislava II. třídy (Rusko)
- Řád svatého Vladimíra IV. třídy (Rusko)
- Řád Medžidie III. třídy (Osmanská říše)
- Řád sv. Michaela I. třídy (Bavorsko)
- komtur Řádu Albrechtova (Sasko)